# Икша (Марий Эл)
Икша (горномар. Икшӹн) — деревня в Юринском районе Республики Марий Эл. Входит в состав Юркинского сельского поселения.

## Этимология
Название деревни происходит от одноимённой реки, протекающей рядом, и переводится с марийским икса — «ручей, небольшая речка».

## География
Находится в юго-западной части республики Марий Эл на левобережье Ветлуги на расстоянии приблизительно 37 км на север-северо-запад от районного центра посёлка Юрино.

## История
Образовалась по легендам в XVII веке. В 1925 году в деревне насчитывалось 168 жителей, в 1929 182 (мари), в 1940 213, в 1960 168, в 1989 100. В советское время работали колхозы «Соты корны» («Светлый путь») и «Ленин корны», совхоз «Ветлужский».

## Население
Население составляло 71 человек (русские 30 %, мари 45 %) в 2002 году, 15 в 2010.